# 黄国显

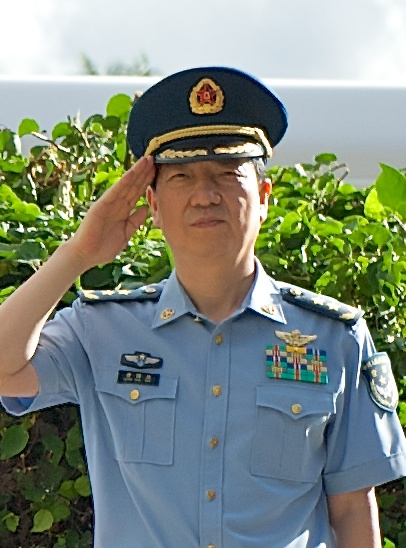
黄国显，2014年9月摄于美国夏威夷珍珠港

黄国显（1962年4月—），河南襄城人，中国人民解放军空军中将。

## 生平
曾历任中国人民解放军成都军区空军训练基地飞行二大队大队长、团长、飞行师参谋长、师长、空军福州指挥所司令员。2011年任南京军区空军参谋长。2013年任南京军区空军司令员。2016年1月，任中国人民解放军东部战区副司令员兼东部战区空军司令员。2021年6月因副战区职连续任职满8年退出现役。
2014年晋升空军中将军衔。